# Brahmanský skot
Brahmanský skot je velké masné plemeno zebu. Pochází ze čtyř plemen zebu, které byly dovezeny z Indie do Spojených států v 19. století. Je to skot s vysokými denními přírůstky a dobrou kvalitou masa a podílel se na vytvoření dalších masných plemen, jako je Santa Getrudis, beefmaster, brangus či bradford. Mimo USA se chová také v Jižní Americe a v Austrálii, v Německu se sperma býků brahmanského skotu využívá k převodnému křížení.

## Historie
Zebu byl do Jižní Karolíny a Louisiany dovážen v letech 1849 až 1854. Jednalo se o zebu původem z Indie, plemene kankrej, nellore, gir a krishna valley, která byla původně tažným skotem. Ve Spojených státech se výchozí plemena propojila v jediné, které bylo po založení svazu chovatelů v roce 1924 šlechtěno na výraznou masnou užitkovost.

## Charakteristika
Brahmanský skot je zebu velkého tělesného rámce, trup je hluboký a široký, zvířata jsou dobře osvalená. Má výrazný hrb okrouhlého tvaru, který se u starších zvířat klopí nazad. Hlava je dlouhá, s nízko nasazenýma, dlouhýma a převislýma ušima, rohy jsou krátké a tlusté, směřující dozadu. Výrazný je velký visící lalok. Srst je krátká, nejčastěji stříbřitá až ocelově šedá.
Je to výrazně masný skot s vysokými přírůstky, krávy se snadno telí, porodní hmotnost telat není velká. Je nenáročný, odolný proti nemocem a tolerantní vůči vysokým teplotám.